# Ferzende

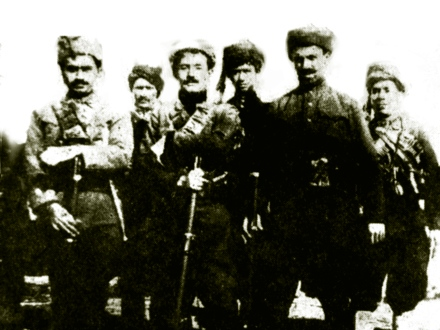
Från vänster till höger: Sipkanlı Halis Bey, Ihsan Nuri Pasha, Hasenanlı Ferzende Bey

Ferzende eller Ferzende Beg (kurdiska: Ferzende Begê Hesenî, turkiska: Hasenanlı Ferzende Bey) född 1889 i Hınıs, Erzurum, och död 1939 i Qasr-e Qajar-fängelset, var en kurdisk soldat och politiker.

## Liv

### Sheikh Said-upproret
Ferzende föddes av mamman Asiye och pappan Ahmed. Han deltog i Sheikh Said-upproret och stred i regionen Malazgirt. Efter upprorets misslyckande åkte han till Iran med 150 man. Den persiska regeringen krävde deras avrustning. Men eftersom Ferzende avvisade det, utbröt den väpnade konflikten mellan kurdiska och iranska styrkor. I denna konflikt dödades Şemseddin, som är en av sönerna till Halid av Hesenan, Ferzendes far Suleiman Ahmed, Kerem av Zirkan, Abdulbaki och andra av den iranska styrkan. Han skadades under samma strid. Överlevande sökte skydd hos Simko Shikak.

### Araratupproret
År 1927 återvände han till Turkiet och deltog i Ararat-upproret. Han var inblandad i de flesta av alla strider och sabotageoperationer. 1930 skadades han under den kurdiska attacken mot Taşburun. Efter upprorets misslyckande passerade han gränsen och åkte till Iran.

### Maku-upproret
År 1931 utbröt svåra strider i närheten av Maku mellan persiska trupper och kurder. Azerbajdzjans andra brigad, under befäl av överste Mohammad Ali Khan, gick i strid och överste Kalb-Ali Khan skickades från Tabriz och Ardabil med förstärkningar. Den 25 juli, under striderna i närheten av Qara Aineh, stupade den persiske översten Kalb Ali Khan i strid och kurderna förlorade tre eller fyra viktiga ledare, inklusive Ibrahim och hans bror. Ferzende sårades i detta uppror och arresterades därefter av de iranska säkerhetsstyrkorna.

## Död
År 1941 skrev Osman Sabri att Ferzende hade dödats av gift i fängelset i Khoy två år tidigare. Enligt Zarife, som är Nadir Süphandağs andra hustru (en av Kor Hussein Paschas söner) och bodde med Ferzendes hustru Besra i samma hus i Teheran i fyra år, dog Ferzende i Qasr-e Qajar-fängelset innan de återvände till Turkiet 1939.